# Robin Hood - helte i underhylere
Robin Hood – helte i underhylere  (eng: Robin Hood: Men in Tights) er en amerikansk komediefilm fra 1993 instrueret, produceret og skrevet af Mel Brooks. Filmen har Cary Elwes i titelrollen som Robin Hood. Desuden medvirker Richard Lewis, Roger Rees, Amy Yasbeck, Dave Chappelle og Tracey Ullman.

## Medvirkende
- Cary Elwes som Robin Hood (Robin af Loxley)
- Richard Lewis som Prins John
- Roger Rees som Sheriffen af Rottingham
- Amy Yasbeck som jomfru Marian af Bagel
- Dave Chappelle som Ahchoo
- Mark Blankfield som Blinky
- Eric Allan Kramer som Lille John
- Matthew Porretta som Will Scarlet O'Hara
- Isaac Hayes som Asneeze
- Tracey Ullman som heksen Lokum
- Patrick Stewart som Kong Richard
- Dom DeLuise som Don Giovanni
- Dick Van Patten som abbeden
- Mel Brooks som rabbiner Tuckman
- Megan Cavanagh som Broomhilde
- Brian George som Dungeon Maitre d'
- David DeLuise som en landsbybeboer

## Ekstern henvisning
- Robin Hood - helte i underhylere på Internet Movie Database (engelsk)
- Robin Hood - helte i underhylere på Filmdatabasen
- Robin Hood - helte i underhylere på Filmdatabasen
- Robin Hood - helte i underhylere på Scope
- Robin Hood - helte i underhylere i Svensk Filmdatabas (svensk)
- Robin Hood - helte i underhylere på AlloCiné (fransk)
- Robin Hood - helte i underhylere på MovieMeter (nederlandsk)
- Robin Hood - helte i underhylere på AllMovie (engelsk)
- Robin Hood - helte i underhylere hos American Film Institute (engelsk)
- Robin Hood - helte i underhylere hos British Film Institute (engelsk)